# Dia del No
El Dia del No (en grec Επέτειος του «Όχι», Epétios tu Oji, «Aniversari del No») és una festivitat que se celebra el 28 d'octubre de cada any a Grècia, Xipre i entre les comunitats gregues d'arreu del món. La diada commemora la data de 1940 quan el general Ioannis Metaxàs va pronunciar el seu cèlebre «No!» a l'ultimàtum que li va lliurar l'ambaixador d'Itàlia a Atenes, en el marc de la Guerra italo-grega ocorreguda durant la Segona Guerra Mundial.

## Ultimàtum
L'ultimàtum presentat a Metaxàs per l'ambaixador italià a Grècia, Emanuele Grazzi, poc després de les 03:00 del matí del 28 d'octubre de 1940, que acabava de tornar d'una festa a l'ambaixada italiana a Atenes, exigia que Grècia permetés l'entrada de les forces militars de les potències de l'Eix en territori grec i ocupessin determinades «ubicacions estratègiques» no especificades o s'enfrontarien a la guerra. Se suposa que es va respondre amb una sola paraula lacònica: «όχι» (No!). Tanmateix, la seva resposta real va ser: «Alors, c'est la guerre!» (Llavors és la guerra!).
En resposta a la negativa de Metaxàs, les tropes italianes estacionades a Albània, aleshores un protectorat italià, van atacar la frontera grega a les 05:30 del matí provocant l'inici de la participació de Grècia a la Segona Guerra Mundial (vegeu Guerra italo-grega i batalla de Grècia). El matí del 28 d'octubre, la població grega va sortir al carrer, independentment de la seva afiliació política, cridant «όχι». A partir de 1942, es va celebrar com el Dia del No, primer sobretot entre els membres de la resistència i després de la guerra entre tots els grecs.

## Aniversari
Durant la guerra, el 28 d'octubre es va commemorar anualment a Grècia i Xipre, així com per les comunitats gregues d'arreu del món. Després de la Segona Guerra Mundial, es va convertir en un dia festiu a Grècia i Xipre. Els fets de 1940 es commemoren cada any amb desfilades militars i estudiantils i, en cada aniversari, la majoria d'edificis i residències públiques estan decorades amb banderes nacionals. Les escoles i tots els llocs de treball estan tancats.
Durant els tres dies previs al 28 d'octubre es pengen banderes gregues als balcons de les cases, als carrers i als edificis públics, i moltes emissores de ràdio difonen cançons patriòtiques, especialment les de Sofia Vembo, les mateixes cançons que els soldats grecs escoltaven al front greco-albanès durant l'hivern de 1940 a 1941.
Cada 28 d'octubre es realitzen per tota Grècia desfilades militars, ofrenes, i els estudiants participen en grans desfilades vestits de blau i blanc. Cada classe està liderada per l'abanderat, que és sempre l'estudiant que ha obtingut les millors notes.